# 도포자락 휘날리며
《도포자락 휘날리며》는 2022년 7월 10일부터 2022년 9월 11일까지 MBC TV에서 방송되었던 텔레비전 프로그램이다.

## 기획 의도
- K-POP, 드라마, 패션, 스포츠 등 각 분야에서 두각을 드러내고 있는 한류 전령사 5인이 펼치는 옴므 방랑 여행기

## 진행자
- 김종국
- 지현우
- 주우재
- 노상현
- 황대헌

## 촬영 장소
- 덴마크 (1~10회)

## 시청률

### 2022년
| 회차 | 방송일   | AGB 시청률      |
| 회차 | 방송일   | 대한민국 (전국) |
| ---- | -------- | --------------- |
| 1    | 7월 10일 | 3.4%            |
| 2    | 7월 17일 | 3.0%            |
| 3    | 7월 24일 | 3.8%            |
| 4    | 7월 31일 | 4.2%            |
| 5    | 8월 7일  | 3.3%            |
| 6    | 8월 14일 | 2.8%            |
| 7    | 8월 21일 | 3.2%            |
| 8    | 8월 28일 | 3.3%            |
| 9    | 9월 4일  | 3.5%            |
| 10   | 9월 11일 | 2.5%            |